# 카타리나 슈미트
카타리나 슈미트(독일어: Katharina Schmid, 1996년 5월 23일~)는 독일의 스키점프 선수이다. 결혼 전 이름은 카타리나 알트하우스(독일어: Katharina Althaus)였으며 2018년과 2022년 동계 올림픽 개인전에서 은메달을 획득했다. 또한 세계 선수권 대회에서 단체전 4회 우승을, 월드컵에서 3번 준우승을 달성했다.

## 어린 시절
카타리나 슈미트는 1996년 독일 바이에른주에 위치한 오버슈트도르프에서 한스요아힘 알트하우스(독일어: Hans-Joachim Althaus)와 마르티나 알트하우스(독일어: Martina Althaus) 부부의 딸로 태어났다. 다른 형제로는 3살 위 오빠인 다니엘과 3살 아래 남동생인 펠릭스가 있으며 세 남매 모두 스키점프 선수로 활동했다.
6세 때 오빠 다니엘을 따라 스키점프에 입문했으며 지역 스키 클럽인 SC 1906 오버슈트도르프 유소년팀에 입단하여 본격적인 선수 육성 교육을 받았다.

## 선수 경력

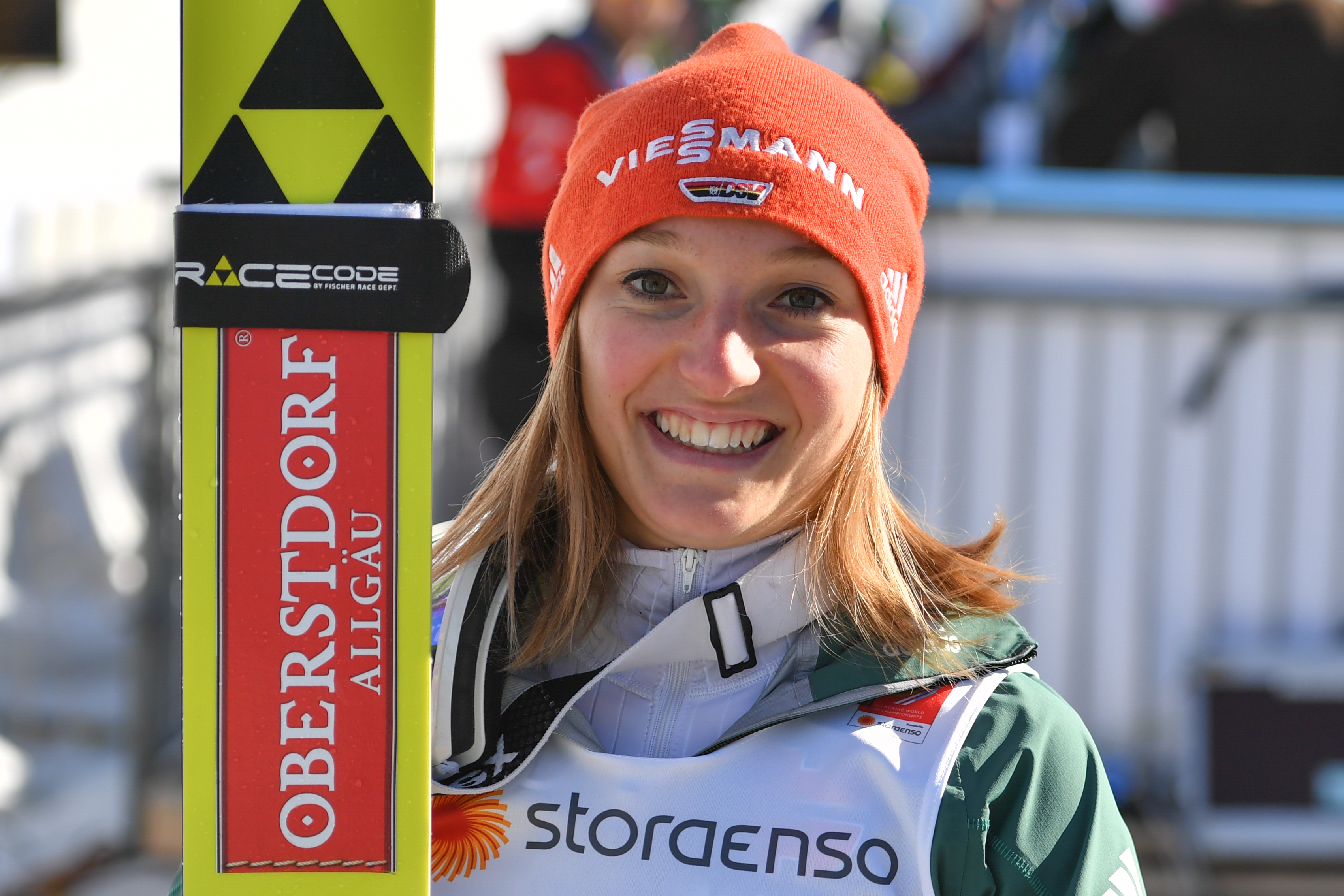
2019년 세계 선수권 대회 당시의 슈미트

2008년 8월 10일 독일 비쇼프스그륀에서 열린 콘티넨털컵에 출전해 노멀힐 경기 47위에 오르면서 국제 대회 출전 경력을 시작했다. 이듬해인 2009년 1월 21일 이탈리아 도비아코에서 열린 콘티넨털컵 대회에서는 12위에 오르면서 처음으로 국제 대회 포인트를 획득했고 2008-09년 콘티넨털컵 최종 순위를 55위로 대회를 마쳤다. 2010년 3월에는 오스트리아 아이제네르츠에서 열린 청소년 국제 스키 대회인 2010년 OPA 대회에 참가하여 여자 노멀힐 경기에서 대표팀 동료인 아나 루프레히트의 뒤를 이어 준우승을 차지했다. 이듬해인 2011년 1월에는 독일 힌터차르텐에서 열린 콘티넨털컵에서 19위를 했고 2월에는 바이어스브론에서 열린 2011년 OPA 대회에서 8위에 올랐다.
2011년 7월 폴란드 자코파네에서 열린 콘티넨털컵 경기와 9월에 노르웨이 트론헤임에서 열린 콘티넨털컵에서 3위를 차지했으며 8월에 베르히테스가덴에서 열린 레이디스컵에서 2번 우승했다. 12월 3일 노르웨이 릴레함메르에서 열린 스키점프 월드컵에 출전하며 월드컵에 처음으로 참가했고 33위에 올랐다. 2012년 1월에는 오스트리아 인스브루크에서 열린 2012년 동계 청소년 올림픽에 참가했으며 대회 개막식 당시 독일 선수단의 기수를 맡았다. 슈미트는 이 대회에서 개인전에서 일본의 다카나시 사라의 뒤를 이어 은메달을 획득했고 톰 루비츠, 안드레아스 벨링거와 함께 참가한 혼성 단체전에서 슬로베니아와 캐나다팀을 꺾으며 금메달을 획득했다. 청소년 올림픽 직후 2월에는 오스트리아 힌첸바흐에서 열린 월드컵 경기에서 8위에 오르면서 처음으로 월드컵 경기 상위 10위권에 들었고 같은 달 튀르키예 에르주룸에서 열린 2012년 세계 주니어 선수권 대회에 참가하여 개인전에서 16위에 올랐고 라모나 슈트라우프, 스베니아 뷔르트, 카리나 포크트와 함께 출전한 단체전에서 은메달을 획득했다. 8월에는 프랑스 쿠르슈벨에서 열린 하계 그랑프리 대회에서 울리케 그레슬러, 파스칼 보트머, 안드레아스 방크와 함께 혼성 단체전에 출전하여 일본팀의 뒤를 이어 2위에 올랐다. 이듬해인 2013년 1월 체코 리베레츠에서 열린 2013년 세계 주니어 선수권 대회에 참가하여 개인전 11위를 기록했고 슈트라우프, 뷔르트, 파울리네 헤슬러와 함께 참가한 단체전에서는 슬로베니아와 프랑스팀의 뒤를 이어 동메달을 획득했다. 2월에는 이탈리아 발디피엠메에서 열린 2013년 세계 선수권 대회에 참가하면서 처음으로 세계 노르딕 스키 선수권 대회에 출전했고 노멀힐 종목에서 32위를 기록했다.
2013년 7월 오스트리아 필라흐에서 열린 자신의 첫 FIS컵 대회에서 1차 경기 3위, 2차 경기 2위에 올랐으며 12월에 릴레함메르에서 열린 월드컵 혼성 단체전에서 4위를 기록했다. 이듬해인 2014년 1월에 러시아 차이콥스키에서 열린 월드컵 혼성 단체전에서도 4위에 올랐고 이탈리아 발디피엠메에서 열린 2014년 세계 주니어 선수권 대회에서 개인전 5위, 단체전 4위에 올랐다. 이후 2월에 오스트리아에서 열린 두 차례 월드컵 경기에 참가한 후 러시아 소치에서 열린 2014년 동계 올림픽에 참가하면서 선수 경력 첫 올림픽 대회에 출전했다. 슈미트는 이 대회에서 노멀힐 23위를 기록하면서 자신의 첫 올림픽을 마쳤다. 같은 해 7월에는 필라흐에서 열린 FIS컵에서 두 차례 1위를 차지했고 9월 카자흐스탄 알마티에서 열린 하계 그랑프리 경기에서 다카나시의 뒤를 이어 은메달을 획득했다.
2015년 1월 힌첸바흐에서 열린 월드컵에서 오스트리아의 다니엘라 이라슈코슈톨츠, 포크트, 다카나시의 뒤를 이어 4위에 올랐고 2월에는 스웨덴 팔룬에서 개최된 2015년 세계 선수권 대회에 출전해 개인전에서 17위를 했고 포크트, 리하르트 프라이타크, 제베린 프로인트와 함께 혼성 노멀힐 단체전 부문에서 금메달을 획득했다.
2017년 2월 12일 슬로베니아 류브노오프사비니에서 열린 스키점프 월드컵에서 첫 번째 월드컵 우승을 달성했다. 2017-18 시즌과 2018-19 시즌 월드컵에서 각각 종합 2위를 차지했고 2018년과 2022년 동계 올림픽 개인전에 출전해 동계 올림픽 은메달을 획득했으며 2023년 세계 선수권 대회에 참가해 출전한 종목들(개인 2개, 단체전 2개)에서 모두 메달을 획득했다.

## 개인사
카타리나는 2023년 독일의 노르딕 복합 선수 율리안 슈미트의 형 파트리크 슈미트(독일어: Patrick Schmid)와 결혼했고 남편의 성을 따라 이름을 '카타리나 알트하우스'에서 '카타리나 슈미트'로 개명했다.